# Carcelia clara
Carcelia clara là một loài ruồi trong họ Tachinidae.